# Oscarverleihung 1989
Übersicht aller ausgezeichneten Filme

◄◄ | ◄ | 1985 | 1986 | 1987 | 1988 | Oscarverleihung 1989 | 1990 | 1991 | 1992 | 1993 | ► | ►►

Weitere Ereignisse
Die Oscarverleihung 1989 fand am 29. März 1989 im Shrine Civic Auditorium in Los Angeles statt. Es waren die 61st Annual Academy Awards. Im Jahr der Auszeichnung werden immer Filme des vergangenen Jahres ausgezeichnet, in diesem Fall also die Filme des Jahres 1988.
Zum ersten Mal sollte „And the Oscar goes to…“ anstelle von „And the winner is…“ verwendet werden. Doch nicht alle Präsentatoren hielten sich an die Vorgabe.
Zum Auftakt der Show gab es eine aufwendige Musical-Nummer, in der der Schauspieler Rob Lowe mit Eileen Bowman als Schneewittchen den Song „Proud Mary“ sang. Nach Klage-Drohungen des Disney-Konzerns aufgrund der unerlaubten Benutzung ihrer Zeichentrickfigur bat die Academy um Entschuldigung.

## Moderation
Es gab diesmal keinen offiziellen Moderator. Die Präsentatoren der Kandidaten sind bei den jeweiligen Kategorien weiter unten aufgeführt.

## Gewinner und Nominierungen
| Film                                        | N | A |
| ------------------------------------------- | - | - |
| Rain Man                                    | 8 | 4 |
| Gefährliche Liebschaften                    | 7 | 3 |
| Mississippi Burning – Die Wurzel des Hasses | 7 | 1 |
| Falsches Spiel mit Roger Rabbit             | 6 | 3 |
| Die Waffen der Frauen                       | 6 | 1 |
| Gorillas im Nebel                           | 5 | 0 |
| Die Reisen des Mr. Leary                    | 4 | 1 |
| Stirb langsam                               | 4 | 0 |
| Ein Fisch namens Wanda                      | 3 | 1 |
| Tucker                                      | 3 | 0 |
| Big                                         | 2 | 0 |
| Die Flucht ins Ungewisse                    | 2 | 0 |
| Klein Dorrit                                | 2 | 0 |
| Pelle, der Eroberer                         | 2 | 1 |
| Der Prinz aus Zamunda                       | 2 | 0 |
| Die unerträgliche Leichtigkeit des Seins    | 2 | 0 |
| Willow                                      | 2 | 0 |

### Bester Film
präsentiert von Cher
Rain Man – Mark Johnson
Die Reisen des Mr. Leary (The Accidental Tourist) – Lawrence Kasdan, Charles Okun, Michael Grillo
Die Waffen der Frauen (Working Girl) – Douglas Wick
Gefährliche Liebschaften (Dangerous Liaisons) – Norma Heyman, Hank Moonjean
Mississippi Burning – Die Wurzel des Hasses (Mississippi Burning) – Frederick Zollo, Robert F. Colesberry

### Beste Regie
präsentiert von Goldie Hawn und Kurt Russell
Barry Levinson – Rain Man
Charles Crichton – Ein Fisch namens Wanda (A Fish Called Wanda)
Mike Nichols – Die Waffen der Frauen (Working Girl)
Alan Parker – Mississippi Burning – Die Wurzel des Hasses (Mississippi Burning)
Martin Scorsese – Die letzte Versuchung Christi (The Last Temptation of Christ)

### Bester Hauptdarsteller

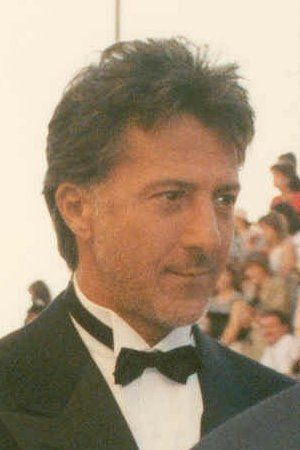
Ausgezeichnet als Bester Hauptdarsteller: Dustin Hoffman für Rain Man.

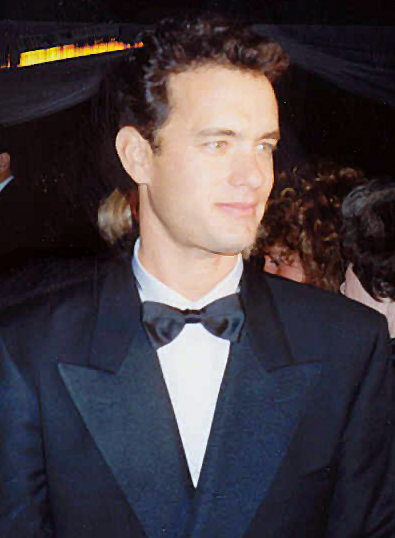
Nominiert als Bester Hauptdarsteller: Tom Hanks für Big.

präsentiert von Michael Douglas
Dustin Hoffman – Rain Man
Gene Hackman – Mississippi Burning – Die Wurzel des Hasses (Mississippi Burning)
Tom Hanks – Big
Edward James Olmos – Stand and Deliver
Max von Sydow – Pelle, der Eroberer (Pelle erobreren)

### Beste Hauptdarstellerin
präsentiert von Tom Cruise und Dustin Hoffman
Jodie Foster – Angeklagt (The Accused)
Glenn Close – Gefährliche Liebschaften (Dangerous Liaisons)
Melanie Griffith – Die Waffen der Frauen (Working Girl)
Meryl Streep – Ein Schrei in der Dunkelheit (A Cry in the Dark)
Sigourney Weaver – Gorillas im Nebel (Gorillas in the Mist: The Story of Dian Fossey)

### Bester Nebendarsteller
präsentiert von Michael Caine, Sean Connery und Roger Moore
Kevin Kline – Ein Fisch namens Wanda (A Fish Called Wanda)
Alec Guinness – Klein Dorrit (Little Dorrit)
Martin Landau – Tucker (Tucker: The Man and His Dream)
River Phoenix – Die Flucht ins Ungewisse (Running on Empty)
Dean Stockwell – Die Mafiosi-Braut (Married to the Mob)

### Beste Nebendarstellerin
präsentiert von Melanie Griffith und Don Johnson
Geena Davis – Die Reisen des Mr. Leary (The Accidental Tourist)
Joan Cusack – Die Waffen der Frauen (Working Girl)
Frances McDormand – Mississippi Burning – Die Wurzel des Hasses (Mississippi Burning)
Michelle Pfeiffer – Gefährliche Liebschaften (Dangerous Liaisons)
Sigourney Weaver – Die Waffen der Frauen (Working Girl)

### Bestes Adaptiertes Drehbuch
präsentiert von Michelle Pfeiffer und Dennis Quaid
Christopher Hampton – Gefährliche Liebschaften (Dangerous Liaisons)
Jean-Claude Carrière, Philip Kaufman – Die unerträgliche Leichtigkeit des Seins (The Unbearable Lightness of Being)
Christine Edzard – Klein Dorrit (Little Dorrit)
Frank Galati, Lawrence Kasdan – Die Reisen des Mr. Leary (The Accidental Tourist)
Tab Murphy, Anna Hamilton Phelan – Gorillas im Nebel (Gorillas in the Mist: The Story of Dian Fossey)

### Bestes Original-Drehbuch
präsentiert von Richard Dreyfuss und Amy Irving
Ronald Bass, Barry Morrow – Rain Man
John Cleese, Charles Crichton – Ein Fisch namens Wanda (A Fish Called Wanda)
Naomi Foner – Die Flucht ins Ungewisse (Running on Empty)
Gary Ross, Anne Spielberg – Big
Ron Shelton – Annies Männer (Bull Durham)

### Beste Kamera
präsentiert von Demi Moore und Bruce Willis
Peter Biziou – Mississippi Burning – Die Wurzel des Hasses (Mississippi Burning)
Dean Cundey – Falsches Spiel mit Roger Rabbit (Who Framed Roger Rabbit)
Conrad L. Hall – Tequila Sunrise
Sven Nykvist – Die unerträgliche Leichtigkeit des Seins (The Unbearable Lightness of Being)
John Seale – Rain Man

### Bestes Szenenbild
präsentiert von Willem Dafoe und Gene Hackman
Stuart Craig, Gérard James – Gefährliche Liebschaften (Dangerous Liaisons)
Albert Brenner, Garrett Lewis – Freundinnen (Beaches)
Linda DeScenna, Ida Random – Rain Man
Armin Ganz, Dean Tavoularis – Tucker (Tucker: The Man and His Dream)
Peter Howitt, Elliot Scott – Falsches Spiel mit Roger Rabbit (Who Framed Roger Rabbit)

### Bestes Kostüm-Design
präsentiert von Bo Derek und Dudley Moore
James Acheson – Gefährliche Liebschaften (Dangerous Liaisons)
Milena Canonero – Tucker (Tucker: The Man and His Dream)
Deborah Nadoolman – Der Prinz aus Zamunda (Coming to America)
Patricia Norris – Sunset – Dämmerung in Hollywood (Sunset)
Jane Robinson – Eine Handvoll Staub (A Handful of Dust)

### Bestes Make-up
präsentiert von Robert Downey Jr. und Cybill Shepherd
Steve LaPorte, Ve Neill, Robert Short – Beetlejuice (Beetle Juice)
Rick Baker – Der Prinz aus Zamunda (Coming to America)
Thomas R. Burman, Bari Dreiband-Burman – Die Geister, die ich rief … (Scrooged)

### Beste Filmmusik
präsentiert von Patrick Swayze
Dave Grusin – Milagro – Der Krieg im Bohnenfeld (The Milagro Beanfield War)
George Fenton – Gefährliche Liebschaften (Dangerous Liaisons)
Maurice Jarre – Gorillas im Nebel (Gorillas in the Mist: The Story of Dian Fossey)
John Williams – Die Reisen des Mr. Leary (The Accidental Tourist)
Hans Zimmer – Rain Man

### Bester Song

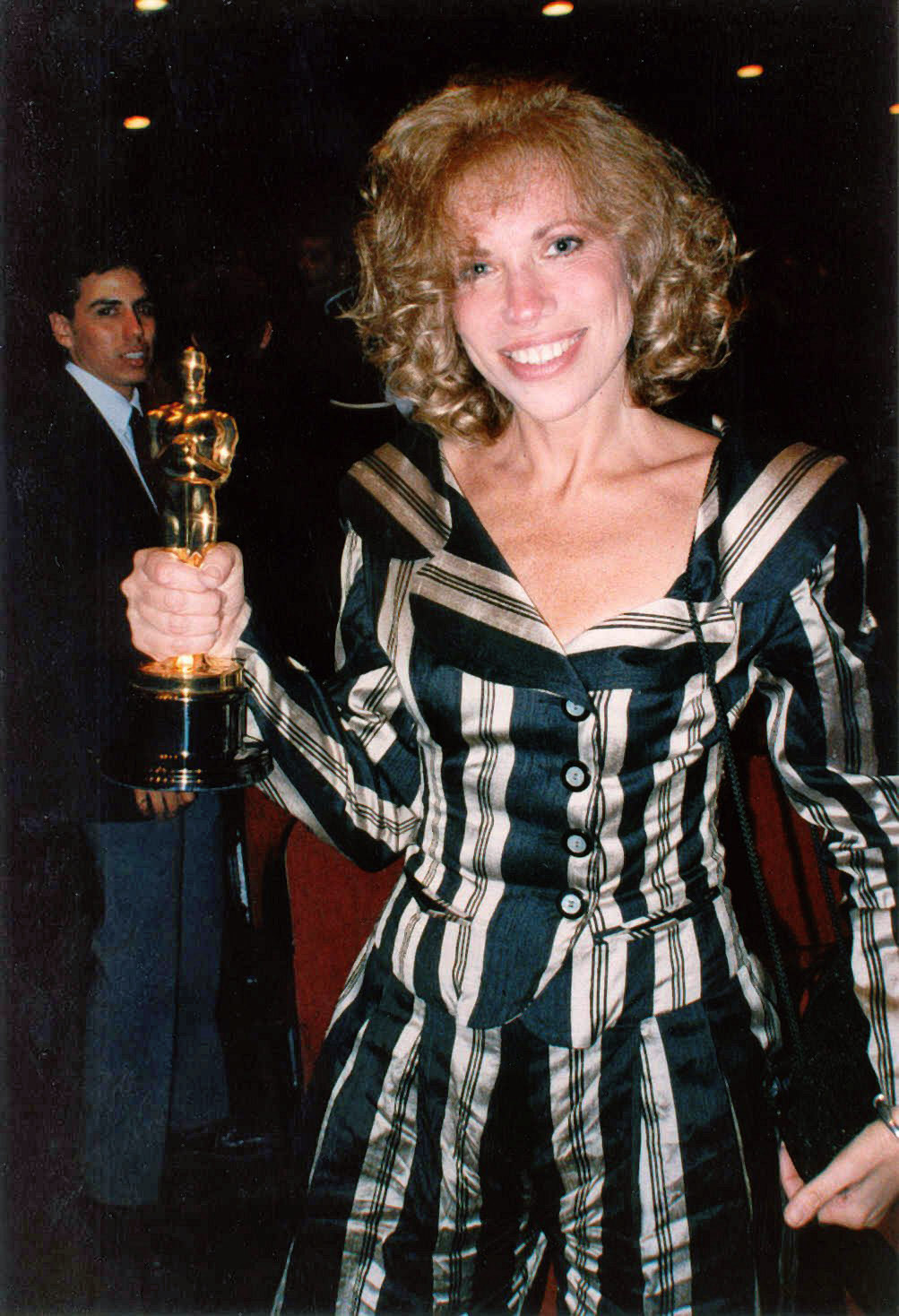
Carly Simon mit Oscar

präsentiert von Sammy Davis, Jr. und Gregory Hines
„Let the River Run“ aus Die Waffen der Frauen (Working Girl) – Carly Simon
„Two Hearts“ aus Buster – Phil Collins, Lamont Dozier
„Calling You“ aus Out of Rosenheim – Bob Telson

### Bester Schnitt
präsentiert von Farrah Fawcett und Ryan O’Neal
Arthur Schmidt – Falsches Spiel mit Roger Rabbit (Who Framed Roger Rabbit) 
Stuart Baird – Gorillas im Nebel (Gorillas in the Mist: The Story of Dian Fossey)
Gerry Hambling – Mississippi Burning – Die Wurzel des Hasses (Mississippi Burning)
Stu Linder – Rain Man
John F. Link, Frank J. Urioste – Stirb langsam (Die Hard)

### Beste Tonmischung
präsentiert von Kim Novak und James Stewart
Rick Alexander, Willie D. Burton, Les Fresholtz, Vern Poore – Bird
Don J. Bassman, Kevin F. Cleary, Richard Overton, Al Overton Jr. – Stirb langsam (Die Hard)
John S. Boyd, Tony Dawe, Don Digirolamo, Robert Knudson – Falsches Spiel mit Roger Rabbit (Who Framed Roger Rabbit)
Peter Handford, Andy Nelson, Brian Saunders – Gorillas im Nebel (Gorillas in the Mist: The Story of Dian Fossey)
Rick Kline, Robert J. Litt, Danny Michael, Elliot Tyson – Mississippi Burning – Die Wurzel des Hasses (Mississippi Burning)

### Bester Tonschnitt
präsentiert von Kim Novak und James Stewart
Louis L. Edemann, Charles L. Campbell – Falsches Spiel mit Roger Rabbit (Who Framed Roger Rabbit)
Ben Burtt, Richard Hymns – Willow
Stephen Hunter Flick, Richard Shorr – Stirb langsam (Die Hard)

### Beste Visuelle Effekte
präsentiert von Beau, Jeff und Lloyd Bridges
George Gibbs, Ed Jones, Ken Ralston, Richard Williams – Falsches Spiel mit Roger Rabbit (Who Framed Roger Rabbit) 
Brent Boates, Al Di Sarro, Richard Edlund, Thaine Morris – Stirb langsam (Die Hard)
Christopher Evans, Michael J. McAlister, Dennis Muren, Phil Tippett – Willow

### Bester Dokumentarfilm (Kurzfilm)
präsentiert von Geena Davis und Jeff Goldblum
You Don’t Have to Die – Malcolm Clarke, Bill Guttentag
Family Gathering – Ann Tegnell, Lise Yasui
Gang Cops – Thomas B. Fleming, Daniel Marks
Portrait of Imogen – Nancy Hale, Meg Partridge
The Children’s Storefront – Karen Goodman

### Bester Dokumentarfilm (Langform)
präsentiert von Edward James Olmos und Max von Sydow
Hôtel Terminus: Zeit und Leben des Klaus Barbie (Hôtel Terminus) – Marcel Ophüls
Let’s Get Lost – Nan Bush, Bruce Weber
Promises to Keep – Ginny Durrin
The Cry of Reason: Beyers Naude – An Afrikaner Speaks Out – Robert Bilheimer, Ronald Mix
Who Killed Vincent Chin? – Renee Tajima-Peña, Christine Choy

### Bester Kurzfilm (Animiert)
präsentiert von Carrie Fisher und Martin Short
Tin Toy – John Lasseter, William Reeves
Technological Threat – Brian Jennings, Bill Kroyer
The Cat Came Back – Cordell Barker

### Bester Kurzfilm (Live Action)
präsentiert von Carrie Fisher und Martin Short
The Appointments of Dennis Jennings – Dean Parisot, Steven Wright
Cadillac Dreams – Matia Karrell, Abbee Goldstein
Gullah Tales – Gary Moss, George deGolian

### Bester Fremdsprachiger Film
präsentiert von Candice Bergen, Jacqueline Bisset und Jack Valenti
Pelle, der Eroberer (Pelle erobreren), Dänemark – Bille August
Frauen am Rande des Nervenzusammenbruchs (Mujeres al borde de un ataque de nervios), Spanien – Pedro Almodóvar
Hanussen, Ungarn – István Szabó
Maestro (Le maître de musique), Belgien – Gérard Corbiau
Salaam Bombay!, Indien – Mira Nair

## Ehren-Oscars

### Honorary Award
präsentiert von Donald und Kiefer Sutherland
- National Film Board of Canada

### Special Achievement Award
präsentiert von Charles Fleischer und Robin Williams
- Richard Williams